# Zezé
Antônio José da Silva Gouvéia, detto Zezé (Muriaé, 30 giugno 1957 – Recreio, 30 dicembre 2008), è stato un calciatore brasiliano, di ruolo attaccante.

## Caratteristiche tecniche
Giocava come attaccante.

## Carriera

### Club
Iniziò nel Fluminense, dove vinse due titoli statali e partecipò a diverse edizioni del campionato brasiliano; trasferitosi al Guarani, giocò brevemente prima di passare al Flamengo, con cui vincerà due titoli nazionali consecutivi seppur trovando poco spazio in squadra; lasciato il club di Rio de Janeiro, non tornerà più a giocare in massima serie, accontentandosi di chiudere la carriera in società minori specialmente di Minas Gerais, San Paolo e Rio de Janeiro.

### Nazionale
Ha giocato due partite per il Brasile, venendo incluso tra i convocati per la Copa América 1979.

## Palmarès
- Campionato Carioca: 2

Fluminense: 1976, 1980
- Campionato brasiliano: 2

Flamengo: 1982, 1983